# Ostrów (Mazovia)
Ostrów [pronunciación en polaco: /ˈɔstruf/] es un pueblo ubicado en el distrito administrativo de Gmina Szreńsk, dentro del Condado de Mława, Voivodato de Mazovia, en el este de Polonia central. Se encuentra aproximadamente a 6 kilómetros al este de Szreńsk, a 16 kilómetros al suroeste de Mława, y a 104 kilómetros al noroeste de Varsovia.
El pueblo tiene una población de 100 habitantes.